# Michael Fallon
Michael Fallon, né le 14 mai 1952 à Perth en Écosse, est un homme politique britannique, membre du Parti conservateur.
De 2014 à 2017, il est secrétaire d'État à la Défense du Royaume-Uni.

## Biographie
Fallon étudie les classiques et l'histoire ancienne à l'université de Saint-Andrews et en sort diplômé d'un Master of Arts en 1974.
Membre du Parlement pour Sevenoaks depuis 1997, après l'avoir été de 1983 à 1992 pour Darlington, Fallon occupe des fonctions ministérielles dans le gouvernement de David Cameron : ministre d'État aux Affaires et à l'Entreprise (2012-2014), ministre d'État à l'Énergie (2013-2014), puis secrétaire d'État à la Défense depuis cette date (reconduit dans le gouvernement de Theresa May). 
Il est membre du conseil privé, et est nommé KCB en 2016.
Dans le contexte des révélations qui suivent l'affaire Harvey Weinstein, il démissionne le 1er novembre 2017 après avoir reconnu des faits de harcèlement sexuel dont l'accuse une journaliste (avoir posé la main à plusieurs reprises sur son genou lors d'un dîner du Parti conservateur en 2002,).

## Distinctions honorifiques
- - Chevalier commandeur du Bain
  -  - S.M. conseil privé